# V boj

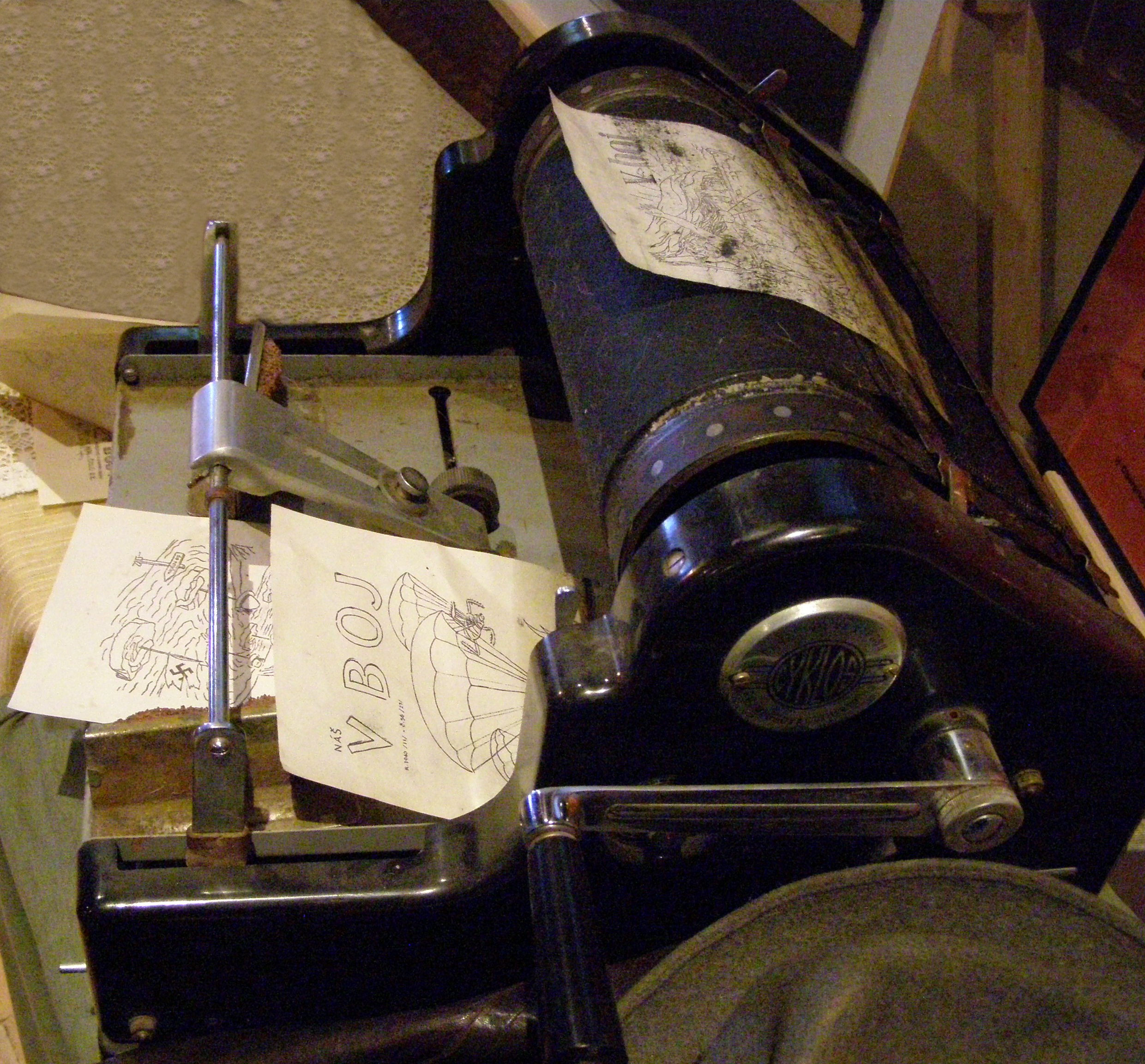
Na obdobných mechanických množicích tiskových zařízeních (cyklostylech) se vytvářely jednotlivé stránky pro výtisky ilegálních periodik vydávaných domácím protiněmeckým odbojem v období Protektorátu Čechy a Morava

V boj (celým názvem V boj - Družstvo v prvním sledu, někdy též jako imperativ V boj!) byl název ilegálně vydávaného časopisu v Protektorátu Čechy a Morava v letech 1939 až 1941. Samotný časopis vycházel z tradice stejnojmenného legionářského periodika. Tuto ilegální tiskovinu začalo vydávat Družstvo v prvním sledu, označované také jako první redakční garnitura. Když bylo jeho jádro tehdejší oficiální mocí rozbito, ve vydávání začaly pokračovat dvě další ilegální redakce, označované jako druhá garnitura. Časopis "V boj" se stal významným vydavatelským a kolportážním centrem a v době svého největšího rozmachu byl distribuován v nákladu až 10 000 kusů nejen po celém Protektorátu Čechy a Morava, ale i do zahraničí.

## Vznik
O vydávání odbojově zaměřeného časopisu se rozhodlo krátce po německé okupaci v bytě bývalého legionáře Josefa Škaldy. Zde vzniklo i Družstvo v prvním sledu. Prvním výsledkem jejich práce bylo v dubnu 1939 vydání letáku "Duch vždy zvítězil nad mečem" obsahující zkrácený Benešův projev.
Po vydání letáku se počala formovat redakce časopisu, jehož první číslo vyšlo v polovině května 1939. Časopis vycházel s týdenní periodicitou a počáteční náklad 500 kusů stoupl do podzimu 1939 na 4 000. Rozsah každého čísla byl 25 až 40 stran. Časopis se stával stále oblíbenějším a tím rostl i jeho vliv. Pod svou kontrolu se ho snažily dostat různé odbojové organizace, zejména ty nejdůležitější jako Obrana národa (ON), Petiční výbor Věrni zůstaneme (PVVZ) a Politické ústředí (PÚ). Během léta 1939 došlo k prvnímu prudkému nárůstu nákladu časopisu, což se pro zúčastněné ukázalo neúnosným zejména po stránce finanční, neboť s nákladem stouply prudce i náklady finanční. Vydávání časopisu bylo do té doby financováno z dobrovolných příspěvků a darů. Od léta 1939 převzala financování časopisu Obrana národa, což ovšem znamenalo, že Družstvo v prvním sledu ztratilo rozhodovací vliv na časopis V boj a stalo se pouze jeho výrobní složkou a jednou ze složek vojenského odboje.

## Distribuce
Distribuční a kolportážní síť časopisu postupem času obsáhla celý protektorát. Hlavními distribučními kanály pro šíření časopisu byla síť železnic, po které byl náklad za spolupráce železničářů rozvážen. Poté, co náklad stoupl na 10 000 kusů, začala být vytvářena regionální vydavatelské a distribuční centra, která časopis vydávala podle pokynů z centra, přičemž čísla doplňovala o místní zprávy. Na šíření časopisu se v roce 1939 podílela i řada místních organizací KSČ. S pomocí železničářů byl časopis distribuován i do zahraničí, např. Varšavy, Bělehradu, Bukurešti, Paříže, Londýna a Moskvy.
Čtenost časopisu bývá odhadována na více než činil desetitisícový náklad, neboť časopis byl na výzvu vydavatelů šířen půjčováním a předáváním dál. Časopis se rozmnožoval na cyklostylech, které byly z bezpečnostních důvodů neustále přemisťovány.

## Redakce
Jedním ze zakladatelů časopisu byl malíř Vojtěch Preissig a jeho spolupracovníci z Památníku osvobození. Výkonným redaktorem se stal externí dopisovatel Lidových novin Eduard Maška, do redakčního okruhu patřili Josef Škalda, J. Peč, F. Kotrba a O. Brenner. Časopis ve svém bytě tiskl a rozmnožoval Josef Krupička. K dalším spolupracovníkům patřili Josef Sejkora, major Jan Sadílek a další. Od září 1939, po zatčení Eduarda Maška se výkonným redaktorem stala Milena Jesenská. Obsahem časopisu byly jak články původní (mezi přispěvatele patřili i František Halas, Jan Drda či Josef Hora, mezi ilustrátory patřila i Toyen) tak i překládané ze zahraničního tisku (který byl získáván z cenzurního odboru na policejním ředitelství). Zprávy pocházely z poslechu zahraničního rozhlasu. Časopis V boj otiskoval řadu komentářů, úvodníků, ale i básní.

## Konec první garnitury
Maškovo zatčení (i když s jeho činností v časopise nesouviselo) znamenalo první přímý zásah do činnosti redakce. Gestapo se navíc o ilegální tiskoviny již delší dobu zajímalo, neboť v nich spatřovalo nebezpečné podhoubí pro protiněmeckou a protiokupační odbojovou činnost. První citelnější zásah se německým bezpečnostním složkám podařil v říjnu 1939, když gestapo zabavilo velkou část nákladu věnovanou výročí 28. října. Samotným událostem z 28. října 1939 se věnovalo 27. číslo. Do družstva se podařilo proniknout konfidentovi gestapa Rudolfu Kotrbatému, díky němuž gestapo získalo přehled o místech, kde se V boj tiskl. Dne 8. listopadu 1939 byl zatčen tiskař Josef Krupička a 10. listopadu 1939 pozatýkalo gestapo Josefa Škaldu, Josefa Sejkoru a řadu dalších spolupracovníků redakce. O dva dny později (12. listopadu 1939 byla zatčena Milena Jesenská. Řadě dalších členů redakce a kolportážní sítě se zatčení podařilo uniknout, ale jen za cenu odchodu do zahraničí či do ilegality. První garnitura Družstva v prvním sledu byla zničena.

## Spořilovská skupina
Po rozbití Družstva v prvním sledu se vydávání časopisu V boj ujala tzv. spořilovská skupina vedená Vojtěchem Preissigem a jeho dcerou Irenou "Inkou" Bernáškovou, která zatýkání unikla. Té se během necelých čtrnácti dní podařilo vydat 28. číslo, čímž navázala na první garnituru. K Preissigovým spolupracovníkům patřil mezi jinými i Jan Týml, Arnošt Polavský či ilustrátorka Milada Marešová. Právě Irena Bernášková se stala hlavní hnací silou při vydávání časopisu. Ten byl distribuován nejen českým čtenářům, ale i mezi vojáky Wehrmachtu umístěné v Čechách a několik čísel bylo dokonce odesláno i K. H. Frankovi. Náklad čísel byl kolem 500 kusů, neboť skupina neměla finanční podporu Obrany národa (která ji dokonce nařídila časopis V boj nevydávat s tím, že jeho vydáváním se bude zabývat pouze Obrana národa). Začátkem roku 1940 se skupině podařilo získat další spolupracovníky a také rozšířit počet míst, na kterých byl V boj tištěn.
Na přelomu roku 1939 / 1940 spořilovská skupina navázala kontakt s další skupinou, která vydávala časopis V boj a sídlila v Holešovicích. Tato holešovická skupina byla přímo napojena na Obranu národa a byla jednou z jejich složek. Jednání obou skupin o případné spolupráci se nedařilo. Nakonec došlo ke kompromisní dohodě, že obě skupiny budou časopis vydávat střídavě. Vojtěch Pressig navíc upravil název časopisu na "Náš V boj".

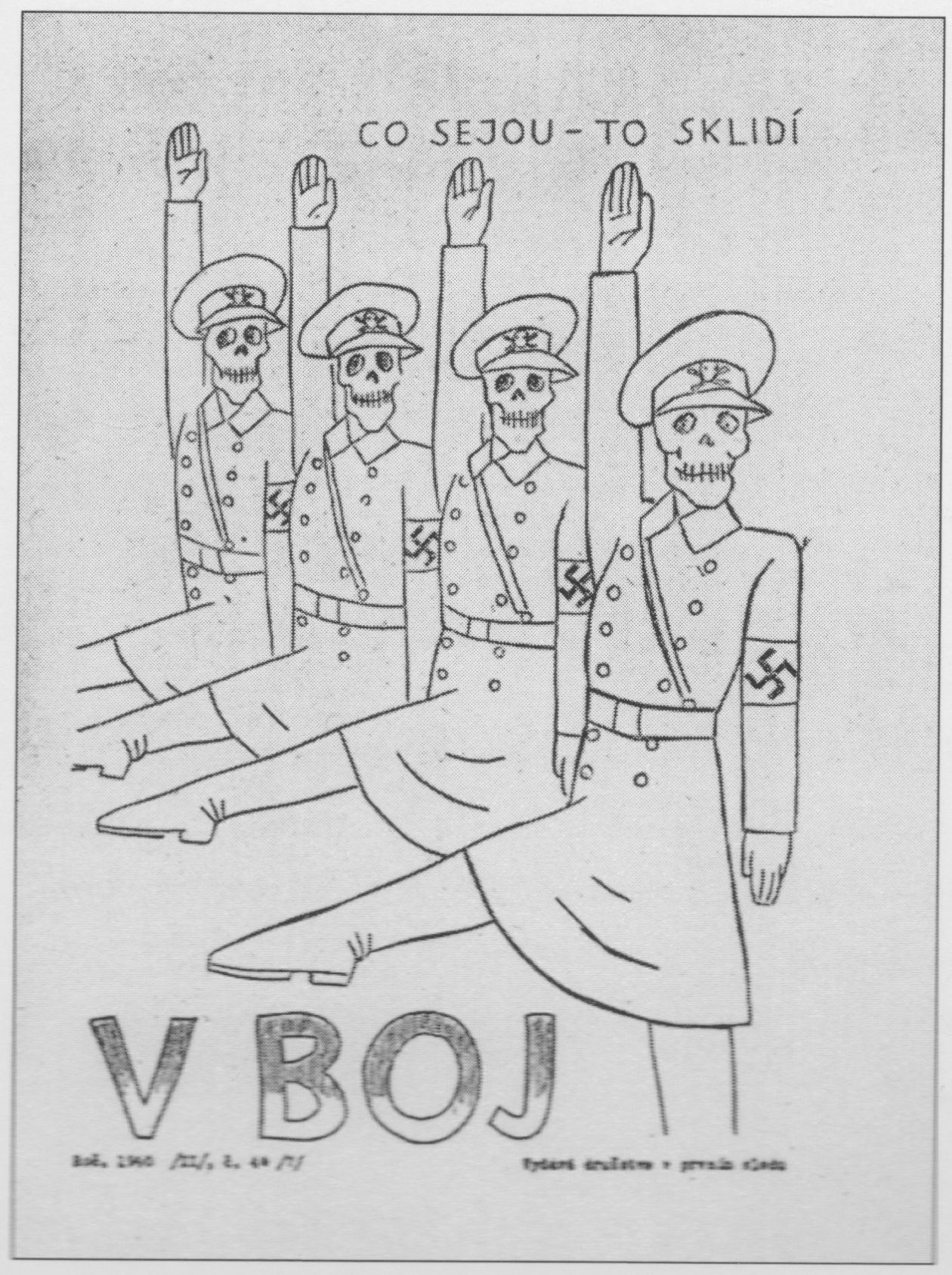
Titulní strana s kresbou „Co sejou – to sklidí“, červen 1940

Na jaře 1940 gestapo provedlo další rozsáhlé zatýkání v řadách odboje. Varováni byli i příslušníci spořilovské skupiny. Přes problémy se jim podařilo do léta vydat dalších 37 čísel časopisu. K prvním zatýkáním ve spořilovské skupině došlo koncem srpna 1940, další osoby byly zatčeny během září 1940. Dne 21. září 1940 došlo k zatčení Inky Bernášková, jejího otce Vojtěcha Preissiga a dalších. V následujících dnech zatýkání pokračovalo. Zatčeno nakonec bylo 40 osob ze spořilovské skupiny vydávající časopis V boj. Po jejich zatčení sice ještě vyšlo 6 čísel, které vydal dr. Vladimír Hruban s cílem zmást vyšetřovatele, poté ale tisk časopisu ukončil. Vydávání časopisu V boj spořilovskou skupinou bylo ukončeno na přelomu roku 1940 / 1941.

## Vojenský V boj
Od likvidace Družstva v prvním sledu vydávala V boj také redakce označována jako tzv. holešovická skupina. Protože Obrana národa od léta 1939 výrobu časopisu financovala, předpokládala, že má povinnost a právo v jeho vydávání pokračovat. Skupina díky majoru Janu Sadílkovi získala rozmnožovací stroje, které vojáci, včetně podplukovníka Josefa Mašína rozmístili do různých utajených úkrytů. První číslo vyšlo koncem listopadu 1939 a skupina takto pracovala do poloviny března 1940, kdy došlo z důvodů odchodu několika lidí do emigrace k personálním změnám. Následné masivní zatýkání v řadách Obrany národa situaci zhoršilo. Začátkem června 1940 byli zatčeni někteří příslušníci skupiny, ale V boj vycházel dál. Dne 4. července 1940 byl zatčen major Jan Sadílek; v září následovalo zatčení dalších více než 100 příslušníků skupiny a distributorské sítě a došlo k likvidaci ilegální tiskárny. Vydávání časopisu V boj ale pokračovalo, i když není dosud úplně jasné, kde se časopis zhotovoval. Koncem roku 1940 se V boj, již jako složka Ústředního vedení odboje domácího (ÚVOD)u krátce změnil na měsíčník. Poslední číslo časopisu V boj vyšlo na přelomu března a dubna 1941. Důvod ukončení není dodnes jasný; buď došlo k zatčení klíčových pracovníků (v té době byl zatčen jeden ze spolupracovníků časopisu Josef Balabán) nebo se ÚVOD rozhodl netříštit síly a zaměřil se na ilegální časopis Český kurýr.